# Tifernum Metaurense
Tifernum Metaurense va ser una antiga ciutat romana situada a la vall del riu Metaurus.
Només en parla Plini el Vell d'entre els autors clàssics, però el nom s'ha trobat en diverses inscripcions, on els ciutadans s'anomenen, com fa Plini, Tifernates Metaurenses. Claudi Ptolemeu parla d'un Tifernum, però se suposa que es refereix a Tifernum Tibierinum, situat a la vall del Tíber.
És l'actual Sant'Angelo in Vado, prop de les fonts del Metaure i a uns 30 km de Fossombrone (Fòrum Sempronii).